# Siêu cúp bóng đá Tây Ban Nha 1982
Siêu cúp bóng đá Tây Ban Nha 1982 diễn ra với hai lượt trận đấu được tổ chức vào ngày 13 tháng 10 năm 1982 và 28 tháng 12 năm 1982.
- Vô địch quốc gia: Real Sociedad
- Vô địch cúp quốc gia: Real Madrid CF

## Match details

### First leg
| Real Madrid | 1–0 | Real Sociedad |
| ----------- | --- | ------------- |
| Metgod 44'  |     |               |

| Real Madrid | Real Sociedad |

| Real Madrid:       |   |                      |         |     |
|                    |   |                      |         |     |
| GK                 | 1 | Agustín              |         |     |
| DF                 |   | Juan José            | 69'     |     |
| DF                 |   | Johnny Metgod        |         |     |
| DF                 |   | Francisco Bonet      |         |     |
| DF                 |   | José Antonio Camacho |         |     |
| MF                 |   | Ángel                | 68'     |     |
| MF                 |   | Ricardo Gallego      | 5'      | 83' |
| MF                 |   | Uli Stielike         | 34'     |     |
| FW                 |   | Juanito              | 22' 22' |     |
| FW                 |   | Santillana           |         |     |
| FW                 |   | Ito                  |         | 46' |
| Substitutes:       |   |                      |         |     |
| DF                 |   | Alfonso Fraile       |         | 83' |
| FW                 |   | Isidro               |         | 46' |
| Manager:           |   |                      |         |     |
| Alfredo Di Stéfano |   |                      |         |     |

| Real Sociedad:    |   |                      |     |     |
|                   |   |                      |     |     |
|                   |   |                      |     |     |
| GK                | 1 | Luis Arconada        |     |     |
| DF                |   | Eliseo Murillo       |     | 57' |
| DF                |   | Iñaki Cortabarría    | 74' |     |
| DF                |   | Alberto Górriz       | 85' |     |
| DF                |   | Julio Olaizola       | 29' |     |
| MF                |   | Genaro Celayeta      | 83' |     |
| MF                |   | Javier Zubillaga     |     |     |
| MF                |   | Jesús María Zamora   | 26' |     |
| FW                |   | Pedro Uralde         | 55' | 76' |
| FW                |   | Satrústegui          |     |     |
| FW                |   | Roberto López Ufarte |     |     |
| Substitutes:      |   |                      |     |     |
| MF                |   | Diego                |     | 57' |
| FW                |   | José Mari Bakero     |     | 76' |
| Manager:          |   |                      |     |     |
| Alberto Ormaetxea |   |                      |     |     |

### Second leg
| Real Sociedad                                              | 4–0 (s.h.p.) | Real Madrid |
| ---------------------------------------------------------- | ------------ | ----------- |
| Uralde 53', 103' · López Ufarte 91' · Salguero 104' (l.n.) |              |             |

| Real Sociedad | Real Madrid |

| Real Sociedad:    |                   |                        |                   |     |
|                   |                   |                        |                   |     |
| GK                | 1                 | Luis Arconada          | 22'               |     |
| DF                |                   | Eliseo Murillo         |                   | 73' |
| DF                |                   | Agustín Gajate         | 63'               |     |
| DF                |                   | Genaro Celayeta        |                   |     |
| DF                |                   | Alberto Górriz         |                   |     |
| MF                |                   | Diego                  |                   | 61' |
| MF                |                   | Juan Antonio Larrañaga | 74'               |     |
| MF                |                   | Tomás Orbegozo         |                   |     |
| FW                |                   | José Mari Bakero       | 14'               |     |
| FW                |                   | Pedro Uralde           |                   |     |
| FW                |                   | Roberto López Ufarte   | 22'               |     |
| Substitutes:      |                   |                        |                   |     |
| MF                |                   | Txiki Beguiristáin     |                   | 73' |
| FW                |                   | Luis Sukia             |                   | 61' |
| Manager:          |                   |                        |                   |     |
| Alberto Ormaetxea | Alberto Ormaetxea | Alberto Ormaetxea      | Alberto Ormaetxea | 22' |

| Real Madrid:       |   |                       |     |     |
|                    |   |                       |     |     |
|                    |   |                       |     |     |
| GK                 | 1 | Agustín               |     |     |
| DF                 |   | Juan José             | 22' |     |
| DF                 |   | Francisco Bonet       |     |     |
| DF                 |   | Johnny Metgod         |     |     |
| DF                 |   | José Antonio Camacho  |     |     |
| MF                 |   | Ángel                 | 71' |     |
| MF                 |   | Ricardo Gallego       |     |     |
| MF                 |   | Alfonso Fraile        |     |     |
| FW                 |   | Miguel Ángel Portugal |     | 61' |
| FW                 |   | Francisco Pineda      |     | 81' |
| FW                 |   | Isidro                | 53' |     |
| Substitutes:       |   |                       |     |     |
| DF                 |   | Isidoro San José      |     | 61' |
| DF                 |   | José Antonio Salguero |     | 81' |
| Manager:           |   |                       |     |     |
| Alfredo Di Stéfano |   |                       |     |     |

| Supercopa de España 1982 Winners |
| -------------------------------- |
| Real Sociedad First Title        |